# 斯科特 (威斯康星州)
斯科特（英語：Scott），是一个美國小镇，位於威斯康星州在门罗县。根據2000年的人口普查，當地人口為117人。
根据美国人口普查局，该镇的总面积為36.5 平方英里(94.7 平方公里2)，其中，33.9 平方英里(87.9 平方公里2)為陸地，2.6 平方英里(6.8 公里2)為水域。